# Nachacachi
Nachacachi är en ort i Mexiko.   Den ligger i kommunen Guachochi och delstaten Chihuahua, i den nordvästra delen av landet, 1 200 km nordväst om huvudstaden Mexico City. Nachacachi ligger 2 429 meter över havet och antalet invånare är 141.
Terrängen runt Nachacachi är platt åt sydost, men åt nordväst är den kuperad. Runt Nachacachi är det mycket glesbefolkat, med 6 invånare per kvadratkilometer. Närmaste större samhälle är Guachochi, 11,4 km sydost om Nachacachi. I omgivningarna runt Nachacachi växer huvudsakligen savannskog.